# Molgolaimus gazii
Molgolaimus gazii is een rondwormensoort uit de familie van de Desmodoridae. De wetenschappelijke naam van de soort is voor het eerst geldig gepubliceerd in 1996 door Muthumbi & Vincx.